# Emil Krukowicz-Przedrzymirski
Emil Karol Przedrzymirski de Krukowicz h. Łuk (ur. 25 stycznia 1886 w Niemirowie, zm. 29 maja 1957 w Toronto) – generał dywizji Wojska Polskiego, kawaler Orderu Virtuti Militari.

## Życiorys

### Dzieciństwo i młodość
Urodził się 25 stycznia 1886 w rodzinie Karola Jakuba, farmaceuty i właściciela apteki w Niemirowie, oraz Wandy Marii Smirzitz, z pochodzenia Czeszki. Był bratem Stefana (1884–1918), buchaltera, i Henryka (1889–1944), także oficera artylerii oraz sportowca,  m.in. brązowego medalisty Mistrzostw Europy w Łyżwiarstwie Figurowym. Ukończył niższą wojskową szkołę realną w Kassie (Koszyce) i wyższą – w Mährisch-Weisskirchen (Hranice). Następnie studiował w Technicznej Akademii Wojskowej w Mödling. W 1906 został mianowany na stopień podporucznika. Od 1 października 1907 do 30 kwietnia 1908 był słuchaczem kursu w Szkole Jazdy Konnej. 18 sierpnia 1908 został przydzielony do 32 pułku armat polowych we Lwowie. W 1911 awansował do stopnia porucznika.

### I wojna światowa
W czasie I wojny światowej dowodził baterią w macierzystym pułku. 26 sierpnia 1914 został ranny w nogę w walkach pod Buskiem k. Lwowa. W latach 1915–1916 był wykładowcą, a następnie dowódcą kompanii szkolnej w Szkole Kadetów Artylerii w Traiskirchen pod Wiedniem. W połowie 1915 jako oficer 32 pułku artylerii dział polowych został mianowany na stopień nadporucznika c. k. armii. Następnie powrócił do macierzystego pułku, w którym kolejno pełnił funkcje: adiutanta pułku, dowódcy dywizjonu oraz II oficera sztabu pułku.
10 listopada 1918 zgłosił się do służby w Wojsku Polskim. Początkowo pełnił funkcję delegata wojskowego w Misji Specjalnej w Jugosławii i na Węgrzech. Od 1 kwietnia do 20 maja 1919 dowodził dywizjonem w 6 pułku artylerii polowej, a od 20 maja 1919 do 30 kwietnia 1920 był szefem Sekcji Artylerii Oddziału I Naczelnego Dowództwa. W czasie wojny polsko-rosyjskiej w 1920 objął dowodzenie tworzącym się w Grudziądzu 16 pułkiem artylerii polowej. Był wówczas (w lipcu i sierpniu 1920) również dowódcą południowego odcinka obrony Grudziądza. Od 12 sierpnia do 31 października 1920 dowodził pułkiem na Froncie Północno-Wschodnim. Za walki o Horodec na Polesiu został odznaczony Krzyżem Srebrnym Orderu Wojskowego Virtuti Militari, a w 1935 miasto nadało mu honorowe obywatelstwo. Po ukończeniu kursu informacyjnego dla wyższych dowódców w Poznaniu ponownie objął obowiązki dowódcy 16 pułku artylerii polowej i sprawował je do 21 października 1922.

### Dwudziestolecie międzywojenne
Jerzy Kirchmayer, który był w 1922 dowódcą baterii w 16 pułku artylerii polowej, tak wspomina swego dowódcę: Pułkownik Przedrzymirski, późniejszy generał, szef Departamentu Artylerii, a we wrześniu 1939 dowódca Armii Modlin, był oficerem [...] eleganckim, doskonale zrównoważonym, wytwornym w obejściu [...]. Nadzwyczaj taktowny, [...] bardzo lubiany.
22 października 1922 został przydzielony do Wyższej Szkoły Wojennej w Warszawie, w charakterze słuchacza II Kursu Doszkolenia. 15 października 1923, po ukończeniu kursu i otrzymaniu dyplomu naukowego oficera Sztabu Generalnego, został przydzielony do Dowództwa Okręgu Korpusu Nr V w Krakowie na stanowisko szefa sztabu. Z dniem 1 sierpnia 1924 został mianowany na stanowisko I oficera sztabu Inspektoratu Armii nr IV w Krakowie (etat generała). Z dniem 13 września 1926 został przeniesiony służbowo do Ministerstwa Spraw Wojskowych na stanowisko szefa Samodzielnego Wydziału Artylerii. 14 kwietnia 1927 został mianowany na stanowisko szefa Departamentu Artylerii MSWojsk. W tym okresie prowadził pertraktacje o zakup moździerzy czeskiej firmy Škoda dla 1 pułku artylerii najcięższej oraz doprowadził do ujednolicenia kalibrów armat (75 mm). Wyjeżdżał również do Turcji i na Węgry jako przewodniczący komitetu sprowadzenia do kraju zwłok gen. Józefa Bema.
W 1929 wdał się w spór z gen. bryg. Olgierdem Pożerskim w sprawie zasadności użycia armat polowych do strzelań przeciwlotniczych. W wyniku tego konfliktu 29 października 1929 został zwolniony ze stanowiska szefa departamentu i mianowany na stanowisko dowódcy piechoty dywizyjnej 7 Dywizji Piechoty w Częstochowie. W czasie gry wojennej w Wilnie został wyróżniony przez marszałka Józefa Piłsudskiego. 13 października 1931 został mianowany na stanowisko dowódcy 30 Dywizji Piechoty w Kobryniu. 10 grudnia 1931 Prezydent RP Ignacy Mościcki nadał mu stopień generała brygady z dniem 1 stycznia 1932 i 4. lokatą w korpusie generałów oraz zezwolił na nałożenie odznak nowego stopnia przed 1 stycznia 1932. 28 stycznia 1938 ponownie został mianowany szefem Departamentu Artylerii Ministerstwa Spraw Wojskowych. 24 marca 1939 marszałek Edward Śmigły-Rydz, w obecności szefa Sztabu Głównego gen. bryg. Wacława Stachiewicza, zakomunikował mu, że na wypadek wojny przewiduje się go na dowódcę Armii „Modlin”. Stanowisko przyszłego dowódcy armii miało na razie pozostać zakonspirowane, a na zewnątrz miał dalej figurować jako szef Departamentu Artylerii i funkcję tę – obok nowej – nadal sprawować. 20 lipca 1939 Prezydent RP  mianował go generałem do prac przy Generalnym Inspektorze Sił Zbrojnych. Obowiązki szefa departamentu zdał swemu następcy płk. Brunonowi Romiszewskiemu dopiero 16 sierpnia.

### II wojna światowa
Podczas inwazji niemieckiej dowodzona przez niego Armia „Modlin” stoczyła trzydniową bitwę pod Mławą (1–3 września 1939), stawiając czoła niemieckiej 3 Armii gen. Georga von Küchlera. Następnie w ciągłych walkach Armia „Modlin” wraz z podporządkowaną jej Grupą Operacyjną „Wyszków” dokonała odwrotu i broniła się na linii Narwi i Bugu. 10 września na rozkaz Naczelnego Wodza oddała część swych sił (8 i 20 DP oraz Warszawską Brygadę Obrony Narodowej) Armii „Warszawa” i rozpoczęła odwrót znad Bugu na Kałuszyn. Z reszty oddziałów Armii „Modlin” i Grupy Operacyjnej „Wyszków” została utworzona tzw. Armia gen. Przedrzymirskiego.
11 września na rozkaz Naczelnego Wodza weszła ona w skład nowo tworzonego Frontu Północnego. Podczas przebijania się do południowo-wschodniej Polski wzięła udział w II bitwie pod Tomaszowem Lubelskim z niemieckim VII Korpusem Armijnym. Po rozwiązaniu Frontu Północnego i porzuceniu wojsk przez jego dowódcę gen. dyw. Stefana Dęba-Biernackiego nie skorzystał z upoważnienia do złożenia kapitulacji i kontynuował walkę. Dopiero w rejonie Krasnobrodu i Tereszpola, gdy oddziały polskie zostały okrążone przez przeważające siły nieprzyjaciela, doszedł do wniosku, że ze względu na katastrofalne położenie oraz brak amunicji i żywności, przebijanie się na południowy wschód nie ma żadnych szans powodzenia. Kapitulację podpisał dopiero 26 września 1939 o godz. 17.30 w lesie pod Góreckiem Kościelnym, umożliwiając oddziałom zniszczenie sprzętu.
Gen. Przedrzymirski podzielił los swych żołnierzy. 27 września 1939 w Piaskach został wzięty do niemieckiej niewoli. 5 października 1939 przybył do Oflagu VII A Murnau. Później przebywał w Oflagu IV A Hohnstein, w Oflagu VIII E Johannisbrunn (od 30 października 1940) i ponownie w Oflagu VII A Murnau (od 27 kwietnia 1942). W międzynarodowym generalskim Oflagu VIII E Johannisbrunn nawiązał bliskie stosunki z generałami holenderskimi, odbywając na ich zaproszenie częste spotkania, w czasie których komentował przebieg działań na froncie niemiecko-radzieckim.
Po pięciu latach niewoli doczekał się wyzwolenia przez Amerykanów 29 kwietnia 1945. Najpierw udał się do Paryża, a następnie do Nicei, gdzie pełnił funkcję reprezentanta przebywających tam 18 generałów brygady wobec polskich władz wojskowych w Londynie. Na wezwanie Naczelnego Wodza gen. dyw. Tadeusza Bora-Komorowskiego przybył do Londynu, gdzie dokonał oceny powstałego wśród generałów sporu w kwestii tworzenia Polskiego Korpusu Przysposobienia i Rozmieszczenia (PKPR) z żołnierzy zwalnianych z Polskich Sił Zbrojnych.
1 lipca 1945 gen. dyw. Tadeusz Bór-Komorowski mianował go generałem dywizji ze starszeństwem z dniem 1 stycznia 1946. O nominacji tej został powiadomiony przez gen. Władysława Andersa dopiero w lutym 1955.

### Lata powojenne
W roku 1947 połączył się z rodziną w Wielkiej Brytanii, a w 1949 przeniósł się z żoną do Kanady, gdzie wcześniej osiadła jego córka Małgorzata z mężem inż. Tadeuszem Świderskim. Po rocznym pobycie w Montrealu zamieszkał w Toronto, gdzie pozostał do końca życia.
Założył tam przedsiębiorstwo eksportowo-importowe „Euro-Trade”, które umożliwiło mu niesienie pomocy wielu jego dawnym żołnierzom. Działał tu m.in. w Związku Narodowym Polskim, Stowarzyszeniu Polskich Kombatantów, Kongresie Polonii Kanadyjskiej, Komisji Skarbu Narodowego w Kanadzie, Kole Przyjaciół Harcerstwa. Będąc przewodniczącym Komisji Pomocy Inwalidom Wojennym interesował się ich losem. Założył dla nich fundusz pomocy, który po jego śmierci otrzymał nazwę Funduszu Inwalidzkiego Generała Przedrzymirskiego. Przewodniczył także Komitetowi Obchodów Setnej Rocznicy Śmierci Adama Mickiewicza.
Zmarł nagle na zawał serca 29 maja 1957 w Toronto, gdzie został pochowany na cmentarzu Holy Cross.

## Życie prywatne
Był dwukrotnie żonaty. Z pierwszą żoną Klarą Riedl (1889–1916) miał troje dzieci: Henryka Mariana (1911–1975) – kapitana artylerii, bliźniaków: Zofię (1916–1987) i Macieja Stefana (1916–1993) – majora artylerii. Z drugiego związku, z Reginą Marią Magdaleną Jarochowską I voto Zarzycką (1888–1963) miał córkę Małgorzatę Marię Celinę (1921–1987) – plutonową AK. Jego pasierb, ppor. AK Ryszard Zarzycki (1919–1944), harcmistrz Szarych Szeregów, zginął 4 sierpnia 1944 na Mokotowie w powstaniu warszawskim.  

## Awanse
- podporucznik – 18 sierpnia 1906 ze starszeństwem z dniem 1 listopada 1905
- porucznik – 1 listopada 1911
- kapitan – 1 lipca 1915
- major – 15 lipca 1920 ze starszeństwem z dniem 1 kwietnia 1920
- podpułkownik – 26 stycznia 1922
- pułkownik – zweryfikowany 3 maja 1922 ze starszeństwem z dniem 1 czerwca 1919
- generał brygady – 10 grudnia 1931 ze starszeństwem z dniem 1 stycznia 1932
- generał dywizji – 1 lipca 1945 ze starszeństwem z dniem 1 stycznia 1946

## Ordery i odznaczenia
- Krzyż Srebrny Orderu Wojskowego Virtuti Militari nr 2403 (19 lutego 1922)[10]
- Krzyż Komandorski Orderu Odrodzenia Polski (1938)[11]
- Krzyż Oficerski Orderu Odrodzenia Polski (10 listopada 1928)[12]
- Złoty Krzyż Zasługi (29 kwietnia 1925)[13]
- Medal Pamiątkowy za Wojnę 1918–1921
- Medal Dziesięciolecia Odzyskanej Niepodległości
- Srebrny Medal za Długoletnią Służbę
- Złota Odznaka Honorowa Stowarzyszenia Polskich Kombatantów
- Krzyż Komandorski z Gwiazdą Orderu Zasługi (Węgry)
- Krzyż Komandorski Orderu Gwiazdy Rumunii (Rumunia)

## Upamiętnienie
23 sierpnia 2006 Minister Obrony Narodowej nadał jego imię 16 Pomorskiemu pułkowi artylerii w Braniewie.